# IC 2081
IC 2081 је елиптична галаксија у сазвјежђу Златна риба која се налази на листи објеката дубоког неба у Индекс каталогу.
Деклинација објекта је - 53° 36' 49" а ректасцензија 4h 29m 0,7s. Привидна величина (магнитуда) објекта IC 2081 износи 13,5 а фотографска магнитуда 14,5. IC 2081 је још познат и под ознакама ESO 157-34, DRCG 47-81, PGC 15231.